# دی‌اوسی۶
دی‌اوسی۶ (به انگلیسی: DiOC6) یک ترکیب شیمیایی با شناسه پاب‌کم ۹۸۹۴۳۲۱ است. 